# V Luhu (přírodní rezervace)
Přírodní rezervace V Luhu byla vyhlášena na jaře 2013. Nachází se v Jihočeském kraji v okrese Tábor v katastrálním území Val, nejbližší obcí je Frahelž patřící do okresu Jindřichův Hradec. Podlouhlé území rezervace je na západě ohraničeno železniční tratí spojující Veselí nad Lužnicí a Třeboň, na východě rybníky Nadějské rybniční soustavy s přírodní rezervací Rod. 

## Předmět ochrany
V rezervaci je chráněn ekosystém střemchové doubravy s dochovanými odstavenými rameny řeky Lužnice a nivními tůněmi, ve kterém se vyskytují vzácné a ohrožené druhy živočichů a rostlin včetně jejich biotopů a také porosty představující cenný biotop a hnízdní prostředí pro druhy ptáků, pro které byla vymezena Ptačí oblast Třeboňsko.
Lesní porost, jeden z posledních zbytků dříve rozlehlých lužních lesů, svým složením připomíná původní charakter tzv. tvrdého luhu.
Rezervace V Luhu je ponechána svému přirozenému vývoji. Ze stromů převažuje dub letní (Quercus robur), v menším množství tu roste olše lepkavá (Alnus glutinosa), topol osika (Populus tremula), topol bílý (Populus alba) a vrba bílá (Salix alba); z keřů hlavně střemcha obecná (Prunus padus) a vrba popelavá (Salix cinerea). Za zmínku stojí výskyt dřevokazné houby sírovce žlutooranžového (Laetiporus sulphureus) neboli také chorošovec sírový či choroš sírový.
Zajímavostí pro tuto přírodní rezervaci je, že se zde vyskytuje asi 19 druhů ptáků mimo jiné strakapoud prostřední (Dendrocopos medius), žluna šedá (Picus canus) a lejsek bělokrký (Ficedula albicollis). Obojživelníky zastupuje zejména skokan štíhlý (Rana dalmatina), ropucha obecná (Bufo bufo), rosnička zelená (Hyla arborea), skokan zelený (Pelophylax esculentus) a skokan krátkonohý (Pelophylax lessonae). Z plazů se běžně vyskytuje užovka obojková (Natrix natrix). 
Mnoho bezobratlých živočichů žije v odumřelých částech stromů, z ohrožených druhů např. brouk páchník hnědý (Osmoderma barnabita).